# Marie de Sales Chappuis
 (avril 2022).
La mise en forme du texte ne suit pas les recommandations de Wikipédia : il faut le « wikifier ».
Les points d'amélioration suivants sont les cas les plus fréquents. Le détail des points à revoir est peut-être précisé sur la page de discussion.
- Les titres sont pré-formatés par le logiciel. Ils ne sont ni en capitales, ni en gras.
- Le texte ne doit pas être écrit en capitales (les noms de famille non plus), ni en gras, ni en italique, ni en « petit »…
- Le gras n'est utilisé que pour surligner le titre de l'article dans l'introduction, une seule fois.
- L'italique est rarement utilisé : mots en langue étrangère, titres d'œuvres, noms de bateaux, etc.
- Les citations ne sont pas en italique mais en corps de texte normal. Elles sont entourées par des guillemets français : « et ».
- Les listes à puces sont à éviter, des paragraphes rédigés étant largement préférés. Les tableaux sont à réserver à la présentation de données structurées (résultats, etc.).
- Les appels de note de bas de page (petits chiffres en exposant, introduits par l'outil «  Source ») sont à placer entre la fin de phrase et le point final[comme ça].
- Les liens internes (vers d'autres articles de Wikipédia) sont à choisir avec parcimonie. Créez des liens vers des articles approfondissant le sujet. Les termes génériques sans rapport avec le sujet sont à éviter, ainsi que les répétitions de liens vers un même terme.
- Les liens externes sont à placer uniquement dans une section « Liens externes », à la fin de l'article. Ces liens sont à choisir avec parcimonie suivant les règles définies. Si un lien sert de source à l'article, son insertion dans le texte est à faire par les notes de bas de page.
- La présentation des références doit suivre les conventions bibliographiques. Il est recommandé d'utiliser les modèles {{Ouvrage}}, {{Chapitre}}, {{Article}}, {{Lien web}} et/ou {{Bibliographie}}. Le mode d'édition visuel peut mettre en forme automatiquement les références.
- Insérer une infobox (cadre d'informations à droite) n'est pas obligatoire pour parachever la mise en page.

Pour une aide détaillée, merci de consulter Aide:Wikification.
Si vous pensez que ces points ont été résolus, vous pouvez retirer ce bandeau et améliorer la mise en forme d'un autre article.
 (mai 2022).
Marie de Sales Chappuis (Soyhières, 16 juin 1793 - Troyes, 7 octobre 1875) est une religieuse visitandine fondatrice des Oblats de saint François de Sales. Et est l'inspiratrice des Oblates de Saint François de Sales. Son procès de béatification est ouvert depuis le 27 juillet 1897. Elle fut rapidement surnommée 'La Bonne Mère' après avoir été élue mère du monastère de la Visitation de Troyes.

## Biographie

### Enfance
Marie-Thérèse Chappuis naît à Soyhières le 16 juin 1793 (village situé à l'époque dans le département du Mont-Terrible en France ; aujourd'hui dans le canton de Berne dans le Jura Suisse).
Son père s’appelait Pierre-Joseph Chappuis. Il est né le 15 juillet 1752 et est décédé en 1822. Il eut un passé militaire, d'abord en s'engagent dans le régiment des Gardes Suisses puis il a fait partie du corps d'élite appelé les Cents-Suisses à la cour de Versailles, où il était rattaché à la garde personnelle du roi de France. Le 11 février 1982, il épousa Marie-Catherine Fleury. Avant d'ouvrir son auberge, qu'il baptisé "La Croix blanche". Marie-Catherine Fleury était la fille de François Fleury, maire de Soyhières.
Marie-Thérèse Chappuis est aussi la nièce de Joseph Fleury (1723-1812), vicaire de la ville de Soyhières.
Le couple Chappuis aura onze enfants dont 3 moururent jeunes. Sur les 8 restants, 7 sont entrés dans la vie religieuse. En ce qui concerne leurs filles : 3 entrèrent chez les soeurs de la Visitation et une autre entra chez les capucines Montorge à Fribourg. Pour leurs garçons 2 de leurs fils entrèrent dans la compagnie de Jésus.
Marie-Thérèse semblait frêle à la naissance, sa mère souhaitait qu'elle soit baptisée rapidement, mais à cause de la Révolution française, il n'y avait pas de prêtre à Soyhières. Pour qu'elle soit baptisée, son oncle a transporté le nouveau-né dans un panier à travers la montagne jusqu'au village de Petit-Lucelle, hors de la juridiction des forces révolutionnaires.
Quand la petite Thérèse n'a que 4 ans quand elle assiste pour la première fois à la Messe. Une messe clandestine au milieu de la nuit à cause de la Révolution française. Au moment de l'Elévation, elle a une vraie révélation : « Je compris tout » dit-elle. Elle rajouta : « Dieu se découvrit à moi, je vis que c’était le sacrifice du Sauveur et j’en reçus une impression de lumières qui me sont toujours restées présentes. »
Marie-Thérèse a reçu sa première communion en 1802, à l'âge de 9 ans. Quand elle eut 14 ans, elle fut placée comme pensionnaire au Couvent de la Visitation de Fribourg où elle étudiera deux ans. Bien que les Visitandines soient un ordre cloîtré, les religieuses dispensaient une excellente éducation aux filles dans les écoles rattachées à leurs monastères.

### Vœux religieux
En juin 1811, elle revient au couvent comme postulante, mais le quitte au bout de trois mois. En effet, elle souffrait d'un réel mal du pays, les montagnes de son enfance lui manquaient terriblement. Trois ans plus tard, elle retourne au couvent et reçoit l'habit religieux le 3 juin 1815. Marie-Thérèse prend le nom religieux de Marie-Françoise de Sales lors de sa profession le 9 juin 1816. Toute sa vie, elle s'est imprégnée des écrits de saint François de Sales. Et s'est exclamée à de nombreuses reprises avoir trouvé tout ce dont elle avait eu besoin dans ses écrits. Au cours de ses lectures  sur l’œuvre de saint François de Sales, Marie-Thérèse Chappuis trouvait nécessaire le lien entre la vie active et la vie contemplative. Un an après avoir prononcé ses vœux, elle est envoyée à Metz, mais des raisons de santé l'obligèrent à retourner à Fribourg. À l'âge de 24 ans, elle sera nommée maîtresse des novices à Fribourg.
En 1826, elle sera élue supérieure du monastère de Troyes, où elle s'initie la pratique du "Directoire spirituel de saint François de Sales", qui conseille de vivre le moment présent et de faire tout ce qui plaît à Dieu.
En 1833, elle passe six mois dans le second monastère de Paris, dont elle est supérieure (1838-1844). Là-bas, un prêtre, le père Beaussier souhaite établir des lieux de rencontre pour les jeunes hommes travailleurs, afin d'offrir un environnement chrétien sain. Mère Chappuis apporte des ressources matérielles et financières. plus tard, elle créera des lieux similaires pour les jeunes femmes à Troyes avec l'aide du Père Louis Brisson.

### Fondatrice
À Troyes, l'organisation du Père Louis Brisson devenait de plus en plus grande. Et comme il devenait de plus en plus difficile de trouver des bénévoles pour faire vivre cette œuvre, la Mère Chappuis et le père Louis Brisson décidèrent de fonder une communauté religieuse. Léonie Aviat et Lucie Canuet, diplômées de l’École de la Visitation de Troyes, sont les premières religieuses de ce nouvel ordre.
La plus grande partie de la vie de la Marie-Thérese Chappuis se passa à Troyes, où elle fut élue onze fois supérieure. Elle célébra, en 1866, les noces d'or de sa profession religieuse. Alors qu'elle était supérieure à Troyes, elle encouragea l'aumônier de son monastère de la Visitation, Louis Brisson, à fonder un ordre religieux d'hommes pour suivre l'héritage spirituel de François de Sales.
"Ce que vous faites est, bien sûr, très bien, mais ce que vous allez faire aura de bien meilleurs résultats." 
La Bonne mère, comme l'appelaient les sœurs dont elle avait la charge, tomba malade en septembre 1875 et mourut au monastère de la Visitation Sainte-Marie à Troyes le 7 octobre 1875.

### Enseignement
La mère Marie de Sales est surtout connue pour son zèle à répandre une certaine forme de spiritualité qu'elle appelle « La Voie ». Son principal biographe, Louis Brisson, écrit que par cette expression : « Elle entendait un état d’âme qui consiste à dépendre de la volonté actuelle de Dieu en agréant intérieurement ce qui est de son bon plaisir, et en imitant extérieurement la vie du Sauveur. Elle disait que cette voie n’était pas nouvelle quant à sa pensée, puisque la perfection chrétienne et religieuse n’a jamais eu d’autre base ; mais elle ajoutait que le Sauveur avait voulu, en ces derniers temps, répandre cette doctrine, la rendre accessible à un plus grand nombre d’âmes, afin de glorifier Dieu davantage et de lui donner occasion d’accorder plus abondamment ses grâces ».
De 1899 à 1910, le jésuite Henri Watrigant veut démontrer que la « voie » de la Mère Chappuis est du semi-quiétisme. Cette prise de parole, en pleine crise moderniste, est sans doute à l'origine du blocage du procès de béatification de la religieuseouvert le 27 juillet 1897.
Thérèse de Lisieux a entendu parler de la Mère Chappuis par sa sœur Pauline, qui a lu une biographie de la visitandine. Thérèse copie d'ailleurs un passage de l'ouvrage qu'elle conserve dans un livre et lorsqu'elle parle de sa doctrine (« la petite voie ») à ses novices, elle use d'un terme qu'utilise souvent la visitandine. Le procès de béatification de Thérèse de Lisieux est ouvert le 3 août 1910, mais à la suite des écrits de Watrigant, le postulateur évite que sa petite voie ne soit rapprochée de celle de Marie de Sales Chappuis.